# Walter Mayer
Walter Mayer (Graz, Imperi Austríac, 11 de març de 1887 - Princeton, 10 de setembre de 1948) fou un matemàtic austríac. Amb Leopold Vietoris va donar nom a la successió de Mayer–Vietoris en topologia. Va treballar com a assistent d'Albert Einstein, i va rebre el malnom de "calculadora d'Einstein".

## Biografia
Mayer va estudiar al Politècnic de Zuric i a la Universitat de París abans de rebre el títol de doctor per la Universitat de Viena el 1912 amb una tesi sobre l'equaciño integral de Fredholm. Després de participar en la Primera Guerra Mundial, Mayer donà classes com a professor contractat (Privatdozent) a la Universitat de Viena. Es donà a conèixer en el camp de la topologia (seqüència de Mayer–Vietoris) i també treballà en geometria diferencial, publicant el llibre "Duschek-Mayer on Differential Geometry". El 1929, passà a ser col·laborador d'Albert Einstein, amb la missió específica de treballar amb ell en el camp del paral·lelisme a distància. Entre 1931 i 1936, Mayer col·laborà amb Albert Einstein en el desenvolupament de la teoria general de la relativitat. Amb l'adveniment d'Adolf Hitler al poder el 1933, essent jueu Mayer seguí els passos d'Einstein cap als Estats Units prenent una plaça investigador associat a l'Institut d'Estudis Avançats de Princeton, a Nova Jersey, on hi va treballar fins a la seva mort el 1948.